# طف فيش كانيون

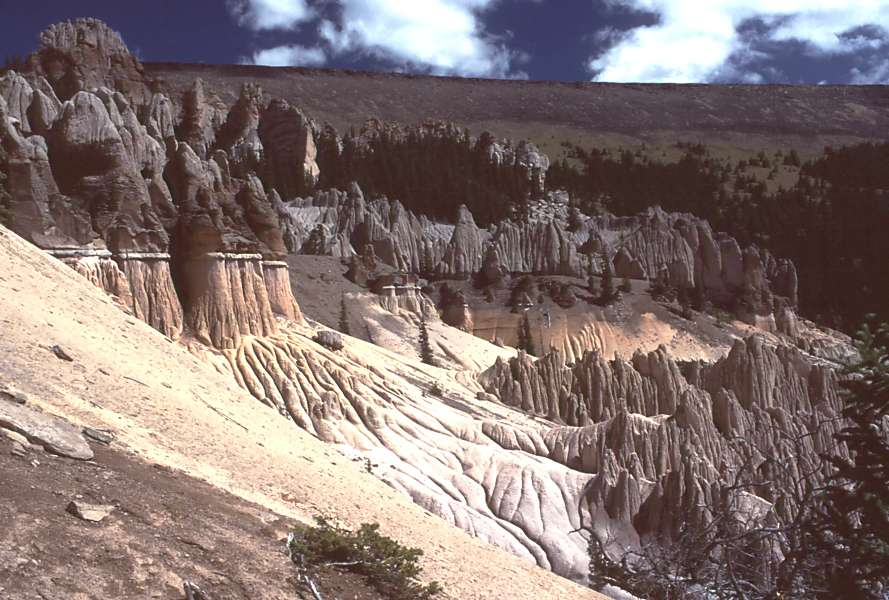
طف فيش كانيون

طف فيش كانيون هو مستودع التدفق الرماد البركاني الكبير الناتج عن واحدة من أكبر الانفجارات البركانية المعروفة على الأرض، والتي تقدر بنحو 5,000 كـم3 (1,200 ميل3).  (انظر قائمة أكبر الانفجارات البركانية ) تمحور الانفجار في لا جاريتا كالديرا في جنوب غرب كولورادو. ويمكن افتراض أن الطف ينتمي إلى ثوران احادي بسبب تفاعل كيميائي عالي (SiO 2 = الجزء الأكبر 67,5-68,5٪ (داسيت)، المصفوفة 75-76٪ (الريوليت) والمحتوى بلورة بارزة المتماسك (35-50٪) والمكونات ( بلاجيوجلاز، سانيدين، الكوارتز، البيوتايت، الهورنبلند، تيتانيت، الأباتيت، الزركون، أكاسيد الحديد تي هي البلورات البارزة الأولية). يمثل هذا الطف والثوران جزءًا من الأضخم وجيشان اغنمبريت منتصف  العصر الثالث. ‏